# Nova Vulgata
Den latinska bibelöversättningen Nova Vulgata Bibliorum Sacrorum Editio, vanligen benämnd Nova Vulgata, "den nya allmänna bibeln", är en modernisering av Vulgata och utgavs av den Romersk-katolska kyrkan år 1979. Bearbetningen utfördes på uppdrag av Andra Vatikankonciliet.